# Ромаригайнш
Ромаригайнш (порт. Romarigães)  —  район (фрегезия) в Португалии,  входит в округ Виана-ду-Каштелу. Является составной частью муниципалитета  Паредеш-де-Кора. По старому административному делению входил в провинцию Минью. Входит в экономико-статистический  субрегион Минью-Лима, который входит в Северный регион. Население составляет 284 человека на 2001 год. Занимает площадь 7,11 км².